# Перепис населення Болгарії (1946)
Перепис населення Болгарії 1946 року відбувся 31 грудня.                                
Станом на 31 грудня 1946 року населення країни становило 7 029 349 осіб, з них 3 516 774 (50,02 %) чоловіки та 3 512 575 (49,98 %) жінки. У містах проживало 1 735 188 осіб (24,68 %), а в селах – 5 294 161 (75,32 %). 

### Етнічний склад
Кількість і частка етнічних груп: 
| Етнічна група             | Чисельність | Відсоток |
| Всього                    | 7 029 349   | 100,00 % |
| болгари                   | 5,903,580   | 83,98%   |
| турки                     | 675 500     | 9.60 %   |
| цигани                    | 170 011     | 2.41%    |
| Інші                      | 280 258     | 3,98%    |
| Не вказали національність | -           | -        |